# Viktor Komliakov
Viktor Komliakov (russisch Виктор Иванович Комляков; * 25. April 1960 in Chișinău) ist ein moldauischer Schachspieler.
Er spielte für Moldau bei sechs Schacholympiaden: 1992 bis 2000 und 2004. Außerdem nahm er an den europäischen Mannschaftsmeisterschaft 1992 in Debrecen teil. Dreimal spielte er für die Moldauische SSR bei den sowjetischen Mannschaftsmeisterschaften (1981, 1983 und 1991). 
Komliakov wurde trainiert von Wjatscheslaw Tschebanenko.
Im Jahre 1991 wurde ihm der Titel Internationaler Meister (IM) verliehen, 1995 der Titel Großmeister (GM). Seine höchste Elo-Zahl war 2535 im Januar 1995.
| Hier fehlt eine Grafik, die leider im Moment aus technischen Gründen nicht angezeigt werden kann. Wir arbeiten daran! |